# Braize
 Braize  là một xã ở tỉnh Allier thuộc miền trung nước Pháp.